# 荒川テストコース
荒川テストコース（あらかわテストコース）は、埼玉県北足立郡大和町（現和光市）の荒川河川敷にかつて存在した、本田技研工業のテストコース。

## 概要
1958年5月開設の、アスファルト舗装がなされた日本初の高速テストコース。当初は幅3m、全長1450mの直線コースだったが、さらなる高速化に対応するため1959年2月には幅5m、全長2200mに延長された。笹目橋付近にスタート地点、幸魂大橋（当時は存在しない）付近に転回場所が存在した。
ホンダスピードクラブに所属する鈴木義一の発案と八重洲出版社長酒井文人の企画により、全日本モーターサイクルクラブ連盟の主催によって開催された第1回全日本ドラッグレースの東日本地区予選が1958年10月12日に行なわれた。